# Estación Mollecito
Mollecito era una estación de ferrocarril ubicada en el departamento Pomán, en la provincia de Catamarca, Argentina.

## Servicios
No presta servicios de pasajeros ni de cargas. Sus vías corresponden al Ramal A4 del Ferrocarril General Belgrano. Sus vías e instalaciones pertenecen a la empresa estatal Trenes Argentinos Cargas.